# Гетто в Красном (Молодечненский район)
Гетто в Кра́сном (Молодечненский район) (осень 1941 — 19 марта 1943) — еврейское гетто, место принудительного переселения евреев деревни Красное Молодечненского района Минской области и близлежащих населённых пунктов в процессе преследования и уничтожения евреев во время оккупации территории Белоруссии войсками нацистской Германии в период Второй мировой войны.

## Оккупация Красного и создание гетто
Перед войной в деревне Красное оказались евреи — беженцы из Польши, которые рассказывали об отношении нацистов к евреям, — но большинство этим рассказам не поверило.
Деревня была захвачена немецкими войсками 25 июня 1941 года, и оккупация продлилась до 4 июля 1944 года.
Сразу после оккупации на евреев было наложено множество запретов — в том числе, ходить по тротуарам и поодиночке. Нацисты сразу обязали красненских евреев под угрозой смерти пришить на верхнюю одежду жёлтые шестиконечные звёзды диаметром 10 сантиметров. Первой жертвой нацистов в Красном стал еврей-кузнец. Он не желал подчиняться этим запретам и упрямо ходил по тротуару. Через пару дней около десяти немцев и полицаев остановили его и сообща расстреляли прямо на этом месте.
Евреев использовали на принудительных работах, гоняя их туда каждое утро под конвоем немцев, которые по дороге их избивали.
Убийства евреев происходили ежедневно. Однажды один немец остановил евреев, которые в талитах шли утром молиться, и застрелил одного из них. Но когда кровь убитого забрызгала немцу сапоги, он разозлился и расстрелял всю группу. В здании полиции в большом зале полицейские писали на стене знак «V» каждый раз, когда убивали еврея, и вскоре вся стена была заполнена этими знаками.
В августе-сентябре 1941 года всех евреев выгнали на площадь и разделили на две группы — в одной более-менее здоровые мужчины и женщины, а в другой — больные, дети и старики. Вторую группу отвели в лес, где заранее уже был выкопан длинный ров, и закопали живьём.
Осенью 1941 года немцы, реализуя нацистскую программу уничтожения евреев, организовали в местечке гетто, в которое вплоть до 1943 года согнали более 4000 человек, в том числе и из Городка, Лебедево и Ивенца.

## Условия в гетто
Под гетто была отведена огороженная колючей проволокой территория, ограниченная правой стороной улицы в сторону Радошковичей и от угла центральной площади в сторону реки Уша — всего 20-30 домов около речки. В каждом доме центральную комнату разделили на четыре части, в каждой из которых жила семья — без туалета и без воды. Узники болели, чаще всего тифом с температурой до 43 градусов. Половина заболевших умирала, и их тела лежали на улице. Несколько евреев смогли организовать вывоз умерших и их захоронение на кладбище.
Нацисты заставили евреев создать юденрат, главой которого поставили часового мастера Шабтая Арлюка, и внутреннюю еврейскую полицию. Каждую неделю гетто должно было сдать «контрибуцию» в виде ценных вещей «за преступления, которые еврейский народ сделал против германского народа». Когда однажды глава юденрата не успел собрать контрибуцию, немецкие офицеры ворвались в гетто и потребовали от него список 10 людей на расстрел. Арлюк отказался, его поставили на колени, и офицер в белых перчатках выстрелил ему сзади в голову. После расстрела Арлюка немцы расстреляли в затылок и 10 человек из еврейской полиции гетто.
В феврале 1942 года одна лошадь, принадлежавшая немцам, упала в яму и сломала ноги. Немцы расстреляли за это 10 евреев в гетто.
Работающие на принудительных работах (большей частью — на железнодорожной станции и на лесопилке) узники получали на неделю буханку хлеба, наполовину состоящего из древесных опилок, а наполовину — из гнилой муки, и два килограмма гнилой картошки. Старики и дети никакой еды не получали.
Узники старались не сдаваться и упорно налаживали хоть какое-то подобие свободной жизни. В гетто были организованы две синагоги, школа, шахматный кружок и даже театр. В гетто было много учителей, которые после работы вечерами учили молодёжь математике и ивриту. Пришедшим евреям из других местечек давали еду и место для жилья. Был собран самодельный радиоприёмник, и в гетто знали, что происходит на фронте.
Местным неевреям под угрозой смерти было запрещено заходить в гетто, но некоторые тайком выменивали у евреев вещи и одежду на продукты.

## Создание второго гетто
Немцам нужна была рабочая сила, поэтому в 1942 году часть трудоспособных евреев из гетто в Городке, Олехновичах, Радошковичах и Молодечно не убили сразу с остальными, а как квалифицированную рабочую силу для ремонта немецкой техники и оружия, свезли в гетто в Красном, численность которого достигла 5000 человек. На принудительные работы на станции Красное привозили и евреев из гетто в Вишнево.
Привезённых евреев не смогли разместить в гетто в центре Красного, и их разместили на территории современного лесничества, возле немецкой военной базы, а также, частично, и в отдельных домах в деревне, — так в Красном появилось второе гетто.

## Уничтожение гетто
В марте 1943 года в Красное прибыли немецкий офицер и группа немецких врачей. По его приказу евреев местечка собрали, выстроили в колонну и повели в здание лесничества на улице Набережной, окружённое солдатами, якобы на осмотр. Внутри с обречённых людей снимали верхнюю одежду и полуголых отводили в сарай, где расстреливали из пулемётов. Живых заставляли залезать на мёртвых и расстреливали. В конце сарай вместе с телами убитых сожгли. Всего в этот день, 19 (5) марта 1943 года, были убиты 2340 человек. После этой «акции» (таким эвфемизмом нацисты называли организованные ими массовые убийства) сарай вместе с убитыми и раненными сожгли. По словам свидетеля: «Сарай горел минут сорок. А потом открылся страшный вид. Штабель обгоревших тел. Наверху три обгоревших человека обнялись…».
По другим свидетельствам, часть узников расстреляли сразу, часть сожгли живьём в хлеву (конюшне) и в синагоге на берегу реки Уша, а часть расстреляли в подвалах домов на улице Радошковическая. Свидетели рассказывали, что когда евреи пытались выйти из огня, то немцы длинными палками толкали их обратно в костёр. Ещё немцы привезли десятки маленьких еврейских детей, насаживали их на штыки и соревновались, кто дальше бросит в огонь, — а потом устроили попойку с водкой, хорошей закуской и сигарами.
В апреле 1943 года в Красном были расстреляны последние ещё оставленные в живых евреи-специалисты.

## Случаи спасения
Часть узников, сумевших раздобыть оружие, смогли уйти к партизанам — хотя шансов у беглецов было немного и для этого нужно было иметь оружие, которое по частям выносили из военной базы и прятали в гетто. Исаку Яковлевичу Роговину (1923—?) из Городка первому удалось бежать, наладить связь с партизанами и организовать побег группе молодых евреев. Среди сбежавших были также Лев Бенцианович Шевах (1924—?) из Красного (служил в 4-й бригаде «За советскую Берарусь» в отряде имени Чкалова) и Мойше (Моисей Иосифович) Баран (1924—?) из Городка (служил в бригаде «Штурмовая»). Братья Данил Соломонович Каплан (1925—?) и Вульф Соломонович Каплан (1923—?) в феврале 1942 года в Ракове прятались у знакомого крестьянина, но кто-то из соседей донёс на них, и они были арестованы — но накануне расстрела бежали, прятались в гетто Красного, а потом ушли в партизаны.
Из 30 человек, спрятавшихся в заранее вырытом тайнике в погребе во время уничтожения гетто, только около 10 затем выжили, пока добрались до партизан. Семён Грингауз чудом выжил во время расстрела. Также спасся во время расстрела Мендель. Спасся также Роман Гуревич.
У Капланов были дети, осознающие ситуацию не хуже взрослых, и ответившие друзьям на предложение убежать: «Тут папа и мама, без них никуда не пойдём…».
Некоторые местные жители прятали у себя еврейских детей — так спаслись Рива Бруднер, дочь врачей Лиля Гершовская и сын кузнеца Оскара.

## Память
Сразу после войны на месте массового убийства была установлена тумбочка, затем — цементный памятник, возведённый в 1953 году местным крестьянином по собственной инициативе и собственными силами, а примерно в 1997 году выживший во время расстрела Семён Грингауз установил нынешний монумент жертвам геноцида евреев Красного.